# José María Castells
José María Castells Lloberas (Barcelona, 9 de agosto de 1965 - Mataró, 31 de diciembre de 2024) fue un DJ español, creador junto a Toni Peret de los volúmenes 3 al 12 de la saga Max Mix en la segunda mitad de los años 1980 y principios de los 1990 además de muchos otros megamixes, a la par de productor musical y DJ en varias discotecas de prestigio.

## Biografía
A los 15 años empezó a trabajar de ayudante en la cabina del DJ de una discoteca en Barcelona, y vivió su adolescencia en las discotecas de la costa catalana. En 1985 quedó segundo, tras Mike Platinas en el 1er Concurso de DJs del sello discográfico MAX MUSIC y un año después empezó sus actividades como DJ montador de los megamixes Max Mix junto a Toni Peret desde el volumen 3 hasta el 12 en 1992, además de crear otras sagas como Máquina total, "Lo Más Duro", así como "Dolce Vita Mix", "Acid Mix", "Locos por el Mix", "Bombazo Mix" y decenas de creaciones más... tanto de discos de mezclas como de producciones de April , Blue Rhapsody, Caroline, Dream Team, House Empire, Music Sensor, Musitec, New Station, Piano, QNH, Rabbit, Strange Harmony, String Quartet, Test Pressing, Toni Peret & José Mª Castells, Triple Zona y Undersound, sumando un total de más de un millón y medio de discos vendidos entre Europa y los Estados Unidos, a las que se sumó Quique Tejada en 1995 formando con ellos el denominado Dream Team.
El 3 de septiembre de 1998 a las 20:15, cuando salía de la oficina de su discográfica Vale Music después de volver de Miami para contarle a su jefe (a quien tenían como objetivo secuestrar y asesinar) como fue el viaje se vio envuelto en un turbio suceso en el que fue secuestrado por error.
Castells ayudó a idear el formato televisivo de Operación Triunfo a principio de los 2000's, y compró además varias discotecas.
En 2015, se volvió a reunir con sus socios Toni Peret y Quique Tejada, para crear de nuevo el Dream Team, esta vez bajo el nombre de Dream3Team Reload, sacando un nuevo disco al mercado llamado Children Of The 80's evento que se realiza en la discoteca Hard Rock Hotel en Ibiza. A su vez realizaron en importantes salas como la Sala La Riviera de Madrid la fiesta remember llamada; "Noventeros".
En junio de 2024 RTVE Play y 3Cat en colaboración con Producciones del Barrio coprodujeron la serie documental de 3 capítulos titulada : 'Megamix brutal' donde Castells junto a Peret, Tejada y Mike Platinas narran la historia sobre la innovación musical de los 80, la cual se entrelazó con traiciones, sobornos e incluso el secuestro fallido del propio José María.